# Ricky Saints
Richard Starks (né le 21 février 1990 à La Nouvelle-Orléans (Louisiane) est un catcheur (lutteur professionnel) américain. Il travaille à la World Wrestling Entertainment, dans la division NXT, sous le nom de Ricky Saints.

## Carrière

### Début de carrière (2012-2019)
Ricky Starks s'entraîne auprès de Mr Mexico II à Austin. Il fait ses débuts comme catcheur le 10 août 2012 durant l'enregistrement de SmackDown où il est un des deux catcheurs locaux qui affrontent Jinder Mahal,. Cet affrontement bref se conclut sur la victoire de Mahal. Après cela, il lutte dans des petites fédérations du Texas.
Lors de l'épisode de Raw du 29 juillet 2013, il est apparu dans une vidéo en coulisse où il a été victime d'intimidation, de moquerie et d'un passage à travers une table par Ryback,. Il effectue de nouveau une apparition lors de l'épisode de Raw du 19 mars 2018 en tant que US Marshal, arrêtant Roman Reigns, mais il se fait ensuite attaqué par ce dernier,.

### National Wrestling Alliance(2018–2020)
Starks apparaît pour la première fois à la National Wrestling Alliance (NWA) le 21 octobre 2018 durant NWA 70th Anniversary Show. Ce jour-là, il participe à un match à quatre à élimination pour désigner un des deux challenger pour le championnat national de la NWA alors vacant. Il se retrouve face à Willie Mack, Jay Bradley et Mike Parrow ; il élimine Parrow et est le dernier catcheur à se faire sortir par Mack.
Le 13 août 2019, la NWA annonce la signature de Starks.
Lors de NWA Into The Fire, il perd contre Aron Stevens dans un Three Way Match qui incluait également Colt Cabana et ne remporte pas le NWA National Heavyweight Championship.

### All Elite Wrestling (2020-2025)
Le 17 juin 2020 à Dynamite, il fait ses débuts à la All Elite Wrestling en répondant à l'Open Challenge de Cody Rhodes, mais ne remporte pas le titre TNT de la AEW, battu par son adversaire. 
Le 5 septembre à All Out, il participe au 21-Man Casino Battle Royal, mais se fait éliminer par Darby Allin. 
Le 7 mars 2021 à Revolution, Brian Cage et lui perdent face à Darby Allin et Sting dans un Street Fight Match.
Le 14 juillet à Fyter Fest Night 2, il devient le nouveau champion poids-lourds FTW de la ECW en battant Brian Cage. Après le combat, Taz renvoie l'ancien champion de son clan,.
Le 6 mars 2022 à Revolution, il ne remporte pas l'anneau, gagné par Wardlow dans un Face of the Revolution Ladder Match.
Le 29 mai à Double or Nothing, Powerhouse Hobbs et lui ne remportent pas les titres mondiaux par équipe de la AEW, battus par Jurassic Express (Jungle Boy et Luchasaurus) dans un 3-Way Tag Team Match, qui inclut également Keith Lee et Swerve Strickland.
Le 20 juillet à Fyter Fest - Night 2, il conserve son titre en battant Cole Carter. La semaine suivante à Fight for the Fallen, il conserve son titre en battant Dauhausen, mais perd ensuite face à HOOK, ne le conservant pas. Après le combat, il effectue un Face Turn, car Powerhouse Hobbs se retourne contre lui en l'attaquant dans le dos. Le 4 septembre à All Out, il perd face à son ancien partenaire.
Le 19 novembre lors du pré-show à Full Gear, il rebat Brian Cage en demi-finale du tournoi, qui déterminera l'aspirant n°1 au titre mondial de la AEW.
Le 5 mars 2023 à Revolution, il bat Chris Jericho.
Le 28 mai 2023 à Double or Nothing, il ne remporte pas le titre International de la AEW, battu par Orange Cassidy dans un 21-Man Blackjack Battle Royal.
Le 15 juillet à Collision, il effectue un Heel Turn et remporte la coupe Owen Hart en battant CM Punk en finale du tournoi masculin de manière controversée.
Le 7 octobre à Collision, Big Bill et lui deviennent les nouveaux champions du monde par équipes de la AEW en battant FTR (Cash Wheeler et Dax Harwood) et remportent les titres pour la première fois de leurs carrières. Le 18 novembre à Full Gear, ils conservent leurs titres en rebattant leurs même adversaires et en battant La Facción Ingobernable (Rush et Dralistico) et Kings of the Black Throne (Malakai Black et Brody King) dans un 4-Way Tag Team match.
Le 7 février 2024 à Dynamite, ils ne conservent pas leurs ceintures, battus par Darby Allin et Sting.
Le 11 février 2025 il quitte la fédération.[réf. nécessaire]

### World Wrestling Entertainment (2025-...)

#### Débuts àNXTet champion Nord-Américain deNXT(2025-...)
Le 11 février 2025 à NXT, il fait ses débuts à la World Wrestling Entertainment dans le show jaune et une promo au micro. La semaine suivante à NXT, il signe officiellement avec la compagnie et au show jaune. Le 25 février à NXT, il dispute son premier match aux côtés de Je'Von Evans et ensemble, les deux catcheurs battent Wes Lee et Ethan Page. 
Le 1er avril à NXT, il devient le nouveau champion Nord-Américain de NXT en battant Shawn Spears et remporte le titre pour la première fois de sa carrière. 18 soirs plus tard à NXT Stand & Deliver}, il conserve son titre en rebattant son second précédent adversaire. Le 27 mai à NXT, il ne conserve pas sa ceinture, battu par Ethan Page. 
Le 12 juillet à NXT: The Great American Bash, il ne remporte pas la ceinture, rebattu par son même adversaire dans un Falls Count Anywhere match. 

## Palmarès
- All Elite Wrestling
  - 1 fois champion poids lourds FTW
  - 1 fois champion du monde par équipes - avec Big Bill
  - Vainqueur du tournoi Owen Hart masculin (2023)

- Anarchy Championship Wrestling
  - 1 fois ACW Hardcore Championship
  - 1 fois ACW Televised Championship
  - 1 fois ACW Unified Championship

- Dojo Pro Wrestling
  - 1 fois Dojo Pro White Belt Championship

- Imperial Wrestling Revolution
  - 1 fois IWR Revolutionary Championship

- National Wrestling Alliance
  - 1 fois NWA World Television Championship (Premier)
  - NWA World Television Championship Tournament (2020)

- NWA Houston
  - 1 fois NWA Lone Star Junior Heavyweight Championship

- VIP Wrestling
  - 1 fois VIP Tag Team Championship avec Carson
  - VIP Tag Team Championship Tournament (2015) avec Carson

- WrestleCircus
  - 1 fois WC Big Top Tag Team Championships avec Aaron Solow

- Xtreme Championship Wrestling
  - 1 fois XCW Heavyweight Championship (actuel)
- World Wrestling Entertainment
  - 1 fois NXT North American Championship (actuel)

## Récompenses des magazines
- Pro Wrestling Illustrated

| Année | 2020 | 2021 | 2022 | 2023 | 2024 |
| ----- | ---- | ---- | ---- | ---- | ---- |
| Rang  | 92   | 122  | 53   | 43   | 352  |